# Montigny, Loiret

Montigny este o comună în departamentul Loiret din centrul Franței. În 1 ianuarie 2022 avea o populație de 243 de locuitori.